# Skalnica mchowata
Skalnica mchowata, skalnica mechowata (Saxifraga bryoides L.) – gatunek rośliny należący do rodziny skalnicowatych. Występuje w górach środkowej Europy, w Polsce wyłącznie w Tatrach (roślina tatrzańska).

## Morfologia
PokrójDrobna bylina tworząca gęste darnie. Cała roślina jest blado lub żółtozielona, a starsze liście mają srebrzystoszary kolor. Wytwarza liczne płonne różyczki liściowe i nieliczne tylko łodyżki kwiatowe.
ŁodygaPełzająca, gęsto ulistniona. W kątach liści duże pączki o różyczkowato skupionych liściach. Tworzy krótkie odgałęzienia.
LiścieUlistnienie skrętoległe. Grube i mięsiste liście o długości 3–7 mm, równowąskolancetowate o zaostrzonych brzegach. Są szczeciniasto owłosione, zakończone ostrą szczecinką i w charakterystyczny sposób zagięte do góry. Na brzegach posiadają wielokomórkowe włoski mające postać rzęs. Na liściach brak wypotników.
KwiatyNa nierozgałęzionych, niskich (1,5–5 cm) łodygach kwiatowych pojedyncze kwiaty. Kielich złożony z 5 zaostrzonych działek. 5 jasnożółtych płatków korony o długości 4–6 mm (3 razy dłuższych od działek kielicha). Mają jasnożółtą barwę i są pomarańczowo nakrapiane. Słupek tylko w samej nasadzie zrosły z dnem kwiatowym.
OwocTorebka z licznymi i drobnymi nasionami.

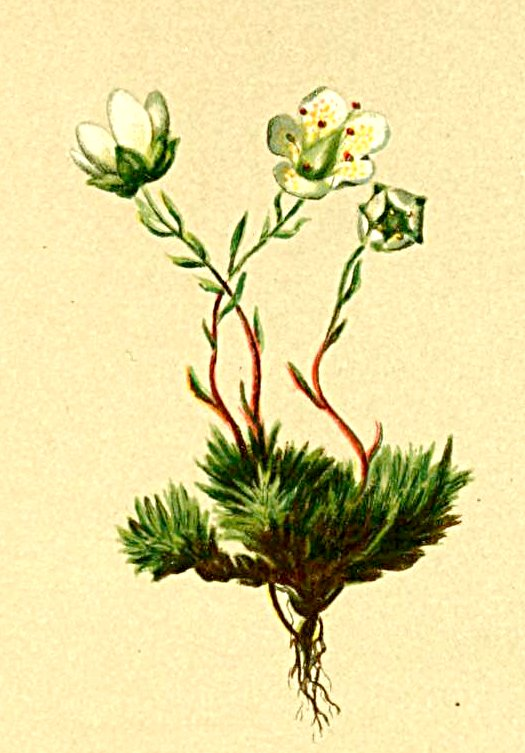
Morfologia
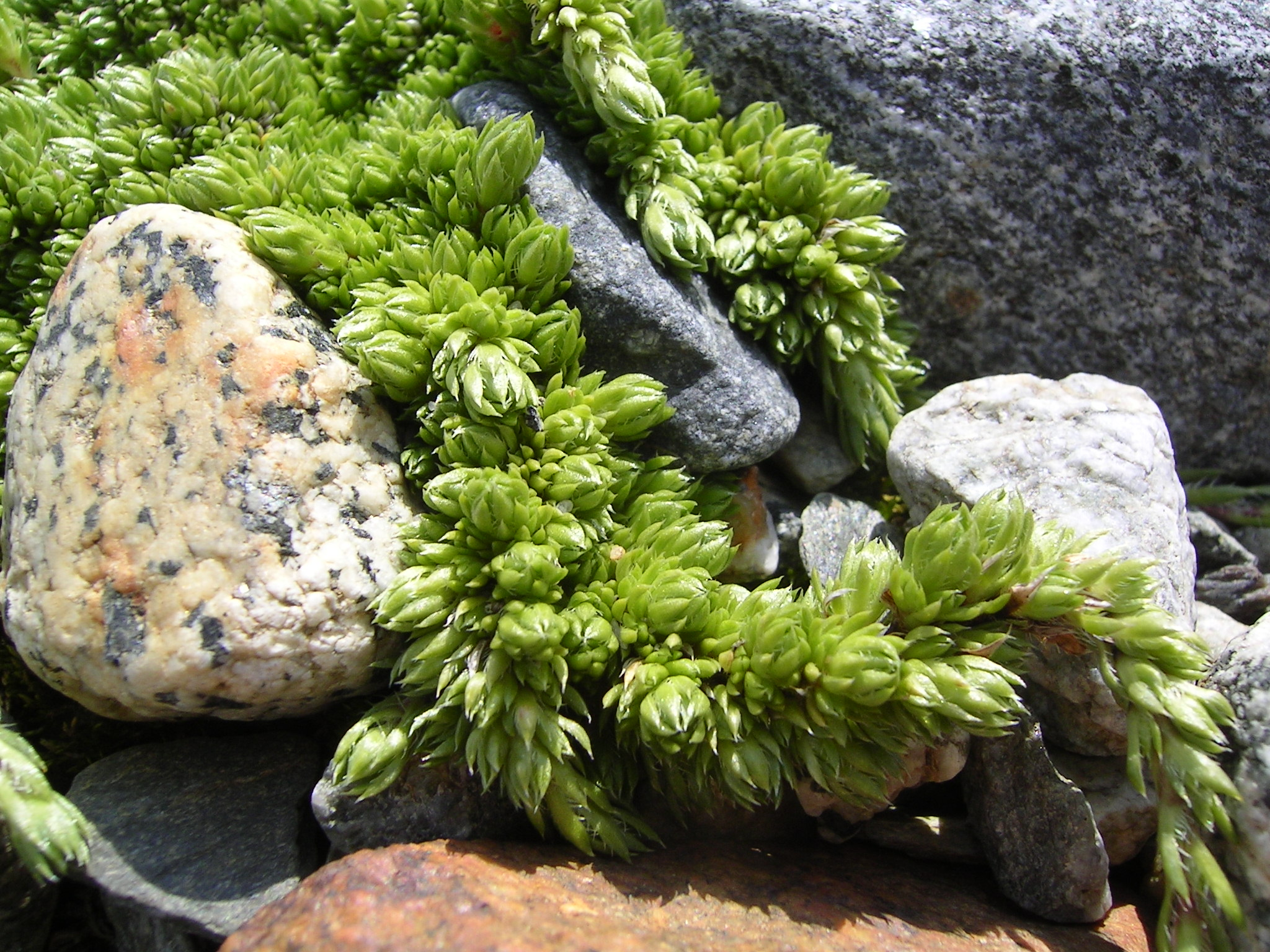
Różyczki liściowe
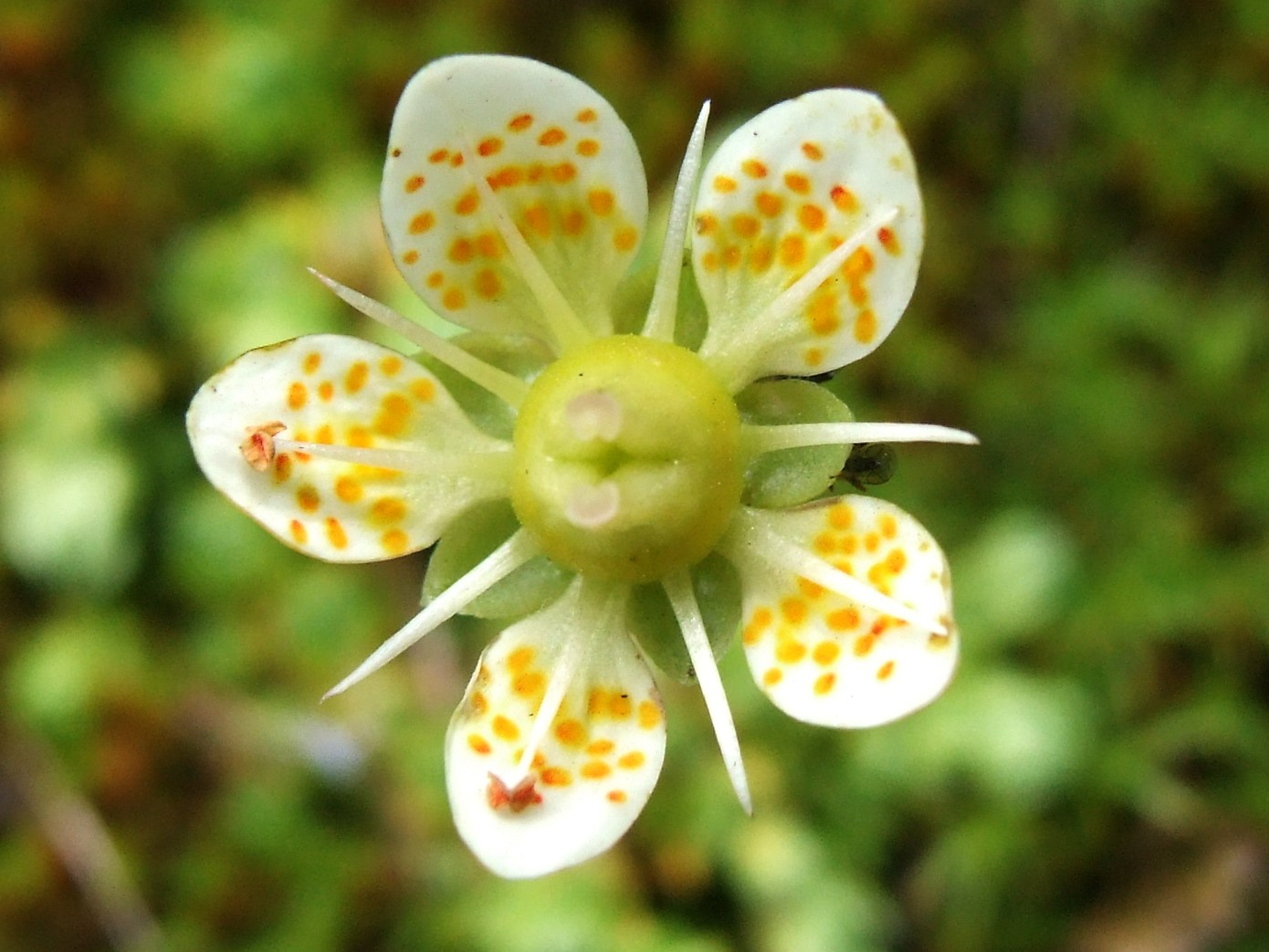
Kwiat

## Biologia i ekologia
- Rozwój: bylina, hemikryptofit. Kwitnie od lipca do sierpnia[6].
- Siedlisko: szczeliny skalne, niskie murawy naskalne. Wyłącznie na podłożu bezwapiennym, głównie na mylonitach. Roślina wybitnie wysokogórska (oreofit). Występuje od piętra kosówki wzwyż, przy czym głównym obszarem jej występowania jest najwyższe piętro turniowe[5].
- W klasyfikacji zbiorowisk roślinnych gatunek charakterystyczny dla rzędu (O.) Androsacetalia alpinae[7].